# Łyszkowice (gmina)
Łyszkowice – gmina wiejska w województwie łódzkim, w powiecie łowickim. W latach 1975–1998 gmina położona była w województwie skierniewickim.
Siedziba gminy to Łyszkowice.
Według danych z 31 grudnia 2007 gminę zamieszkiwały 6892 osoby.

## Struktura powierzchni
Według danych z roku 2007 gmina Łyszkowice ma obszar 107,30 km², w tym:
- użytki rolne: 78%
- użytki leśne: 16%

Gmina stanowi 10,86% powierzchni powiatu łowickiego.

## Rezerwaty przyrody
Na terenie gminy znajduje się rezerwat przyrody Kwaśna Buczyna chroniący las mieszany bukowo-dębowy o cechach kwaśnej buczyny.

## Demografia

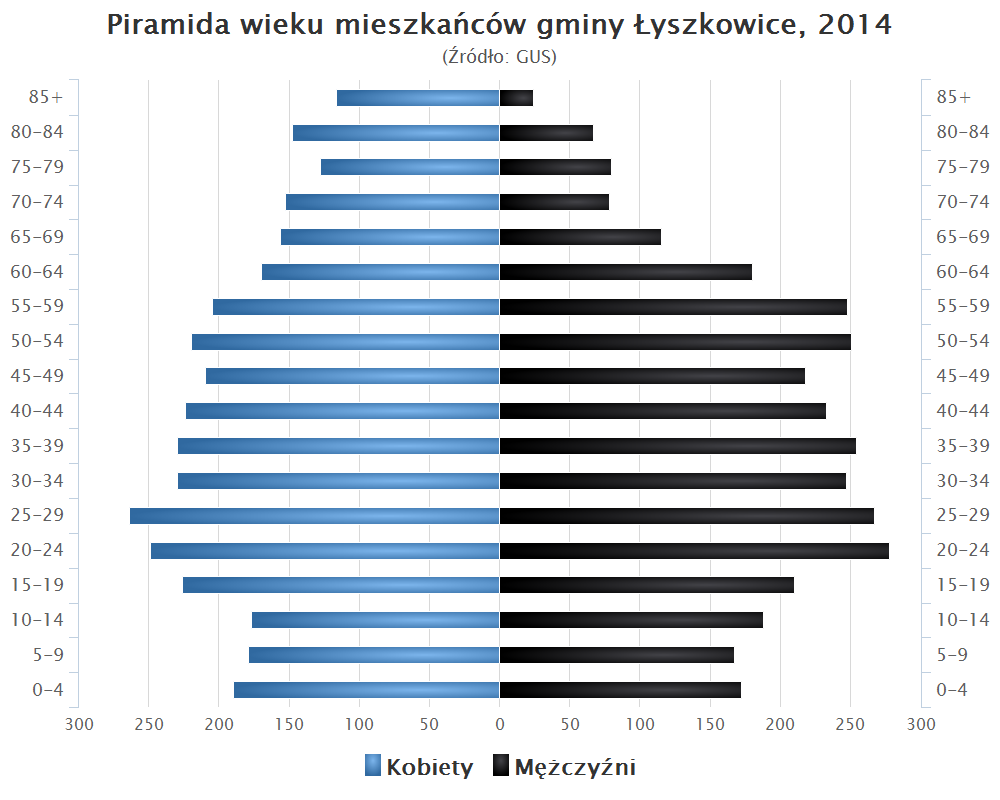
Piramida wieku mieszkańców gminy Łyszkowice w 2014 roku

Dane z 31 grudnia 2007:
| Opis                              | Ogółem | Ogółem | Kobiety | Kobiety | Mężczyźni | Mężczyźni |
| --------------------------------- | ------ | ------ | ------- | ------- | --------- | --------- |
| jednostka                         | osób   | %      | osób    | %       | osób      | %         |
| populacja                         | 6892   | 100    | 3514    | 51,0    | 3378      | 49,0      |
| gęstość zaludnienia (mieszk./km²) | 64     | 64     | 33      | 33      | 31        | 31        |

## Sołectwa
Bobiecko, Bobrowa, Czatolin, Gzinka, Kalenice, Kuczków, Łagów, Łyszkowice, Kolonia Łyszkowice (sołectwa: Kolonia Łyszkowice I i Kolonia Łyszkowice II), Nowe Grudze, Polesie, Seligów, Seroki, Stachlew, Stare Grudze, Trzcianka, Uchań Dolny, Uchań Górny, Wrzeczko, Zakulin.

## Ochotnicze Straże Pożarne w gminie
1. OSP Łyszkowice – S-3, Krajowy system ratowniczo-gaśniczy
2. OSP Kalenice – S-4, Krajowy system ratowniczo-gaśniczy
3. OSP Seligów – S-2
4. OSP Gzinka – S-2
5. OSP Stachlew – S-1
6. OSP Polesie – S-1
7. OSP Wrzeczko – S-1
8. OSP Łagów – M
9. OSP Czatolin – S-1, Krajowy system ratowniczo-gaśniczy

## Sąsiednie gminy
Dmosin, Domaniewice, Głowno, Lipce Reymontowskie, Łowicz, Maków, Nieborów, Skierniewice